# مجلس شورای مملکتی
مجلس شورای مملکتی یا مجلس شورای کبرای مملکتی، مجلسی متشکل از درباریان بلندپایه، اعیان، بازاریان و روحانیان بود که محمدعلی شاه پس از به توپ بستن مجلس و انحلال مجلس شورای ملی تشکیل داد تا بتواند با جایگزین کردن آن، از فشارهای داخلی و خارجی برای بازگشایی مجلس بکاهد. این تصمیم در ظاهر به خواست و پیشنهاد اقشار مردم طرفدار حکومت مشروعه گرفته شد و بدین منظور اساسنامه‌ای تهیه شد و به تصویب شاه رسید که به موجب آن وظایفی مانند رسیدگی به عریضه‌های مردم، نظارت بر عملکرد دولت و تصویب برخی قوانین (به شرط اجازه و موافقت شاه) بر عهده آن گذاشته شد. همه پنجاه عضو این مجلس را محمدعلی شاه تعیین کرد. 
از آنجا که مجلس شورای مملکتی، اختیار و استقلالی نداشت، مورد پذیرش نیروهای طرفدار مشروطه قرار نگرفت و نتوانست فشارهای سیاسی داخلی و خارجی علیه محمدعلی شاه را کاهش دهد. این مجلس با فتح تهران توسط مشروطه‌خواهان، عملاً منحل شد.

## پیش زمینه
در سپیده‌دم روز دوم تیر ۱۲۸۷ حرکت نیروهای نظامی وفادار به محمدعلی شاه قاجار به سمت مجلس شورای ملی شروع شد. بهانه اصلی این لشکرکشی، پناهنده شدن چند نفر از روزنامه‌نگاران و واعظان مشروطه‌خواه بود. نیروی مهاجم دولتی از قزاق‌ها، سربازان سیلاخوری و دو فوج دیگر تشکیل می‌شد. نیروهای دولتی، علاوه بر مجلس، مدرسه و مسجد سپهسالار، انجمن مظفری و انجمن آذربایجان را نیز به توپ بستند. با پیروزی قوای دولتی، نیروهای آزادی‌خواه تحت تعقیب قرار گرفتند و بسیاری از آنان دستگیر، شکنجه و کشته شدند. عده دیگری نیز به کشورها یا سفارتخانه‌های خارجی پناه بردند یا به نحوی پنهان شدند تا از گزند نیروهای دولتی در امان بمانند. دفاتر روزنامه‌ها و انجمن‌ها در هم شکسته و غارت شد. محمدعلی شاه اعلام کرد که به مشروطه وفادار است و تا سه ماه آینده، مجلس جدیدی را ترتیب خواهد داد. او در دست‌خطی که در روز سوم تیرماه منتشر شد، نوشت: «برای برقراری نظم و آسایش عموم، که از طرف باری‌تعالی به ما تفویض شده‌است، خواستیم مفسدین را دستگیر نماییم. مجلس از آنها حمایت نمود... ما هم از امروز تا سه ماه دیگر مجلس را منفصل نموده، پس از این مدت وکلای متدین ملت و دولت‌دوست منتخب شده...، پارلمان مفتوح شده مشغول انتظام گردد.»
با نزدیک شدن به زمانی که برای تشکیل مجلس وعده داده بود، محمدعلی شاه که از تشکیل مجلسی مانند مجلس اول ابا داشت، به فکر تشکیل مجلسی فرمایشی افتاد تا بتواند با جایگزین کردن آن، از فشارهای داخلی و خارجی برای بازگشایی مجلس بکاهد.

## تشکیل
در ۱۶ آبان ۱۲۸۷، جمعی از افراد بانفوذ تهران به باغشاه دعوت شدند و در آن جلسه شیخ فضل‌الله نوری اعلام کرد که مشروطه با شرع سازگار نیست و تلگراف‌های متعددی را از شهرهای مختلف به شاه نشان داد که نشان می‌داد اهالی شهرهای مختلف ایران با مشروطه مخالفند. حاضران در این جلسه طی عریضه‌ای از شاه درخواست کردند که از بازگشایی مجلس چشم‌پوشی کند. در روز ۲۸ آبان اجتماع مشابهی تشکیل شد و طومار مشابهی جمع‌آوری شد و شاه هم اعلام کرد که در نتیجه خواست مردم از مشروطه چشم‌پوشی خواهد کرد، اما اعلام کرد که «مجلس شورای کبرای مملکتی» جایگزین مجلس شورای ملی خواهد شد.
محمدعلی شاه در ابتدا به پانزده نفر از افراد، که بعداً به عضویت این مجلس درآمدند، ماموریت داد که اساسنامه این مجلس را تهیه کنند. پس از تهیه شدن اساسنامه در بیست و یک ماده، مشیرالسلطنه مامور شد تا شرایط شروع به کار این مجلس را فراهم کند. محمدعلی شاه همچنین برای این منظور پنجاه نفر را برای عضویت در این مجلس انتخاب کرد.

## اساسنامه
در اساسنامه بیست و یک بندی این مجلس وظایفی از قبیل نظارت بر عملکرد دولت و رسیدگی به عریضه‌ها را بر عهده داشت. این مجلس می‌توانست طرح‌هایی را تصویب کند، یا لوایح دولت را به تصویب برساند، اما کلیه مصوبات آن، از جمله آیین‌نامه داخلی آن باید به تایید شاه می‌رسید. تصمیم‌گیری‌ها در این مجلس با رای اکثریت انجام می‌شد. طول مدت نمایندگی در آن، مانند مجلس شورای ملی، دو سال بود. عضویت مجدد در این مجلس با تشخیص شاه بلامانع بود. همچنین با تصمیم شاه، امکان تعطیلی مجلس وجود داشت. این مجلس دو بار در هفته، شنبه‌ها و سه‌شنبه‌ها تشکیل جلسه می‌داد.

## اعضا
تعداد اعضای این مجلس را روزنامه رسمی ایران و عزالدوله (رئیس این مجلس)، برابر با پنجاه نفر ذکر کرده‌اند. با این حال در برخی از اسناد سفارت روسیه، این تعداد برابر چهل نفر و در بعضی اسناد سفارت انگلیس شصت نفر ذکر شده‌است. همه اعضای مجلس منصوب محمدعلی شاه و از تهران بودند. خاستگاه آنان از طبقات بالای اجتماع بود؛ در بین آنان سیاستمداران پیشین، وزیران، نمایندگان مجلس اول، امام جمعه تهران و روحانیان مشروعه خواه، بازرگانان بلندپایه و شاهزادگان قاجار ملاحظه می‌شد. فهرست اسامی اعضای این مجلس در کتاب یا گزارشی نیامده، اما مسعود سالور، پسر عزالدوله، به استناد یادداشت‌ها و خاطرات پدرش و عین‌السلطنه ، نام ۴۳ نفر از آنان را استخراج کرده‌است.
برای ریاست این مجلس، نظام‌الملک و عزالدوله نامزد شدند که هر دو از شاهزادگان قاجار بودند. عزالدوله رای اکثریت مجلس را آورد و با تایید شاه، به ریاست مجلس رسید. همچنین حسینقلی صدرالسلطنه و میرزا رضا مویدالسلطنه، به عنوان نایب‌رئیسان مجلس انتخاب شدند.

## سرانجام
این مجلس عملاً نتوانست هیچکدام از طرف‌های درگیر در رویداد استبداد صغیر را قانع کند؛ نه مشروطه‌خواهان به آن دل بستند، نه دولت‌های خارجی موضع مثبتی در قبال آن اتخاذ کردند و نه حتی طرفداران شاه آن را جدی گرفتند. این مجلس فاقد اختیار و مسوولیت بود و به گفته احمد کسروی، درباره مسائل مملکت در آن صحبتی نمی‌شد. عین‌السلطنه که خود عضو این مجلس بود، آن را بیشتر شبیه به مهمانی دانسته بود.
با شدت گرفتن تلاش مشروطه‌خواهان و کسب پیروزی‌های مختلف، محمدعلی شاه کار اصلاح قانون اساسی و تدوین قانون انتخابات مجلس شورا و مجلس سنا را به این مجلس سپرد و منتخبان این مجلس نیز در دوره نسبتاً کوتاهی ماموریت خود را به انجام رساندند. اما نیروهای مشروطه‌خواه در راه تهران بودند و مجال اجرای این قانون‌ها هیچوقت  پیدا نشد. با پیروزی مشروطه‌خواهان، این مجلس عملاً منحل شد.